# إيريك توماس
إيريك توماس (بالإنجليزية: Eric Thomas)‏ هو متحدث تحفيزي أمريكي، كاتب ووزير. خطابات توماس شوهدت بشكل واسع ومشهورة في اليوتيوب.

## الكتب
- «سر النجاح» (2012)
- «العظمة بداخلك: وضع حجر الأساس» (2014)